# 交暨路
交暨路是中華人民共和國上海市普陀区一條南北走向道路。道路南起交通路，北至新村路。全长609米，宽12.0米。中華民国15年（1926年）交通路、暨南路修築後興建交暨路，路名來自交通路、暨南路兩條道路名稱的首字。